# Alex Lacamoire
Alex Lacamoire (Los Angeles, 24 de maio de 1975) é um músico, arranjador, maestro, diretor musical, e orquestrador estadunidense. Ele é uma das poucas pessoas a receber três (o Emmy, Grammy, e Tony) dos mais importantes prêmios da indústria do entretenimento de seu país.

## Prêmios e indicações
| Ano  | Prêmio                | Categoria                                                                                   | Trabalho             | Resultado |
| ---- | --------------------- | ------------------------------------------------------------------------------------------- | -------------------- | --------- |
| 2007 | Drama Desk Award      | Melhor Orquestração                                                                         | In the Heights       | Indicado  |
| 2008 | Tony Award            | Melhor Orquestração                                                                         | In the Heights       | Venceu    |
| 2009 | Grammy Award          | Melhor Álbum de Teatro Musical                                                              | In the Heights       | Venceu    |
| 2009 | Drama Desk Award      | Melhor Orquestração                                                                         | 9 to 5               | Indicado  |
| 2010 | Grammy Award          | Melhor Álbum de Teatro Musical                                                              | 9 to 5               | Indicado  |
| 2015 | Drama Desk Award      | Melhor Orquestração                                                                         | Hamilton             | Indicado  |
| 2016 | Grammy Award          | Melhor Álbum de Teatro Musical                                                              | Hamilton             | Venceu    |
| 2016 | Tony Award            | Melhor Orquestração                                                                         | Hamilton             | Venceu    |
| 2017 | Tony Award            | Melhor Orquestração                                                                         | Dear Evan Hansen     | Venceu    |
| 2018 | Grammy Award          | Melhor Álbum de Teatro Musical                                                              | Dear Evan Hansen     | Venceu    |
| 2018 | Olivier Award         | Melhor Trilha Sonora Original ou Novas Orquestrações (compartilhado com Lin-Manuel Miranda) | Hamilton             | Venceu    |
| 2018 | Kennedy Center Honors | (compartilhado com Andy Blankenbuehler, Lin-Manuel Miranda e Thomas Kail)                   | Hamilton             | Venceu    |
| 2019 | Grammy Award          | Melhor Compilação de Trilha Sonora para Mídia Visual (produtor executivo)                   | The Greatest Showman | Venceu    |
| 2019 | Primetime Emmy Award  | Melhor Direção Musical                                                                      | Fosse/Verdon         | Venceu    |